# Monasterio de Mileševa
El monasterio de Mileševa (en cirílico serbio: Милешева) es un monasterio ortodoxo serbio situado cerca de Prijepolje, en el suroeste de Serbia. Fue fundado por el rey Vladislav, entre los años 1234 y 1236. La iglesia tiene frescos de los artistas más hábiles de la época, entre ellos uno de los más famosos de la cultura serbia, el «Ángel Blanco», que representa a un ángel observando la llegada de las Miróforas a la tumba de Cristo.

## Historia

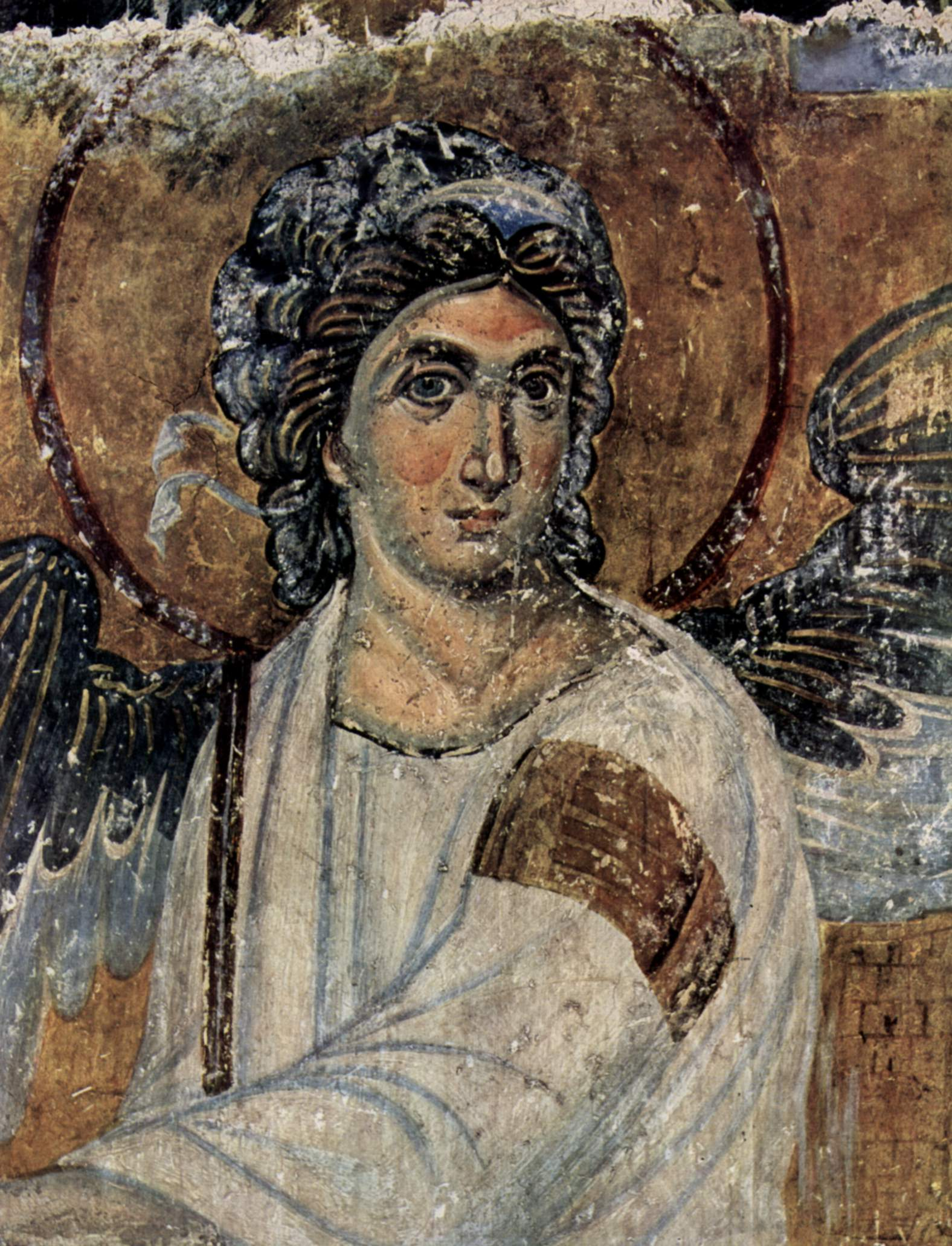
El Ángel Blanco.

El monasterio de Mileševa fue fundado entre 1234 y 1236 por el rey serbio Vladislav. El monasterio está situado en un valle del río Mileševa, cerca de Prijepolje. Mileševa es uno de los santuarios y centros espirituales más importantes de Serbia. En 1236, Vladislav trasladó las reliquias de su tío San Sava de Tarnovo en Bulgaria, donde había muerto, a Mileševa. Algunos historiadores creen que la coronación del rey Tvrtko I de Bosnia tuvo lugar en Mileševa. En el siglo XV, el monasterio fue la sede de la metrópoli de Dabar-Bosnia. En 1459, los otomanos incendiaron el monasterio, pero pronto fue restaurado. En la primera mitad del siglo XVI, el primer libro litúrgico fue iluminado en la casa de impresión de Mileševa. Una de las escuelas más antiguas también existía en el monasterio. A mediados de siglo, durante el tiempo del Patriarca Makarije (el Patriarcado de Serbia fue restaurado en 1557), el monasterio fue completamente renovado. Su atrio exterior fue construido y pintado, y probablemente atravesó la pared entre el nártex y la nave. En tiempos posteriores, después de varias demoliciones turcas, una nueva restauración se llevó a cabo en 1863, cuando la iglesia cambio considerablemente de apariencia.
El monasterio de Mileševa ha sido visitado por peregrinos y recibido donaciones por emperadores rusos (ejemplo Iván IV Vasilyevich) y los gobernantes de Valaquia y Moldavia. En 1594, los otomanos sacaron las reliquias de San Sava del monasterio y las quemaron públicamente en la colina de Vračar en Belgrado, haciéndole así un mártir póstumo.
Mileševa fue declarado monumento de interés cultural de excepcional importancia desde 1979, y está protegido por la República de Serbia.